# Надворнянский нефтеперерабатывающий завод
Надворнянский нефтеперерабатывающий завод (укр. Надвірнянський нафтопереробний завод), также известный как «Нефтехимик-Прикарпатье» (укр. Нафтохімік Прикарпаття) — промышленное предприятие в городе Надворная Ивано-Франковской области.

## История
Предприятие возникло в 1897 году как сезонный нефтеперегонный завод (работавший только летом).
Начавшийся в 1929 году мировой экономический кризис осложнил положение завода, рабочие которого неоднократно принимали участие в протестах и забастовках.
В сентябре 1939 года завод (производственные мощности которого позволяли перерабатывать до 1000 тонн сырой нефти в месяц) был национализирован и преобразован в государственное предприятие топливной промышленности СССР, в 1940 году на предприятии была сооружена и введена в эксплуатацию ещё одна нефтеперегонная установка (что увеличило перерабатывающие мощности предприятия до 1150 тонн в месяц).
После начала Великой Отечественной войны в связи с приближением к городу линии фронта было принято решение вывести завод из строя, 29 июня 1941 года перед началом отступления советских войск нефтеперегонный завод в Надворной был выведен из строя пограничниками 9-й погранзаставы 95-го пограничного отряда, 3 июля 1941 года город был оккупирован наступавшими немецкими войсками. В период немецкой оккупации завод не функционировал, восстановление предприятия началось после освобождения города в 1944 году и в конце 1944 года завод возобновил переработку нефти.
В 1954-1955 гг. завод был реконструирован.
В начале 1980х годов завод представлял собой высокомеханизированное и автоматизированное предприятие, выпускавшее свыше 20 видов нефтепродуктов и продуктов нефтехимии; здесь действовали установки первичной переработки нефти, термического крекирования сырья, производства парафина, нефтекокса, синтетических жирных кислот, каталитического риформирования бензина.
После провозглашения независимости Украины нефтезавод был преобразован в открытое акционерное общество.
В июле 1995 года Кабинет министров Украины утвердил решение о приватизации предприятия.
В августе 1997 года завод был включён в перечень предприятий, имеющих стратегическое значение для экономики и безопасности Украины.
В 2005 году был сдан в эксплуатацию нефтепровод Жулин — Надворная, предназначенный для обеспечения поставки российской экспортной смеси нефтей и азербайджанской нефти из действующего нефтепровода Броды — Госграница в режиме «импорт» и нефти Долинского нефтегазового месторождения (Ивано-Франковская область) на Надворнянский нефтеперерабатывающий завод.
В октябре 2008 года завод завершил реконструкцию установки по первичной переработке нефти, что позволило повысить перерабатывающие мощности предприятия (ранее составлявшие 2,6 млн. тонн нефти в год), однако начавшийся в 2008 году экономический кризис стал причиной остановки предприятия. 3 сентября 2008 года руководство группы "Приват" (в собственности которой находился завод) объявило о прекращении переработки нефти на Надворнянском НПЗ и 15 января 2009 года завод (общая численность рабочих на котором к этому времени составляла 1,5 тыс. человек) был остановлен. Тем не менее, в 2008 году завод переработал 281,4 тыс. т сырой нефти (на 67% меньше, чем за соответствующий период 2007 года), произвел 49,5 тыс. т бензина (на 80,8% меньше, чем за соответствующий период 2007 года), 109,3 тыс. т дизельного топлива (на 65,4% меньше, чем за соответствующий период 2007 года), 31,8 тыс. т мазута (на 68,9% меньше, чем за соответствующий период 2007 года).
В мае 2009 года Кабинет министров Украины внёс завод в перечень особо важных объектов нефтегазовой отрасли экономики страны, однако в связи с неблагоприятной экономической конъюнктурой в следующие годы завод не функционировал (после остановки Лисичанского нефтеперерабатывающего завода в марте 2012 года единственным действующим из шести нефтезаводов на территории Украины остался Кременчугский нефтеперерабатывающий завод).
2012 год завод завершил с чистым убытком в размере 34,473 млн. гривен.
2015 год завод завершил с чистым убытком 99,713 млн. гривен.
По состоянию на май 2016 года, основным владельцем завода оставалась финансово-промышленная группа "Приват" (контрольный пакет акций которой находился в собственности четырёх компаний, зарегистрированных на британских Виргинских островах: по 19% акций владели Rommannor Investments Ltd., Weavernal Holdings Ltd. и Deneiro Ventures Ltd., ещё 14% - компания Dommennium Enterprices Ltd.), остальные 26% акций оставались в собственности Фонда государственного имущества Украины.